# Жужелица морщинистокрылая
Жужелица морщинистокрылая (лат. Carabus rugipennis) — жук из семейства жужелиц. Курило-северояпонский эндемик.

## Описание
Жук длиной 30-45 мм. Голова и переднеспинка медно-красного, бронзового, зелёного или медно-фиолетового цвета.
Тело узкое и длинное, переднеспика намного длиннее своей ширины. Вершины надкрылий заострены. Надкрылья узкие, выпуклые с очень мелкоячеистой скульптурой; все промежутки слабо приподняты и разорваны на мелкие бугорки, связанные между собой. Надкрылья чёрного цвета со слабым синеватым оттенком, иногда тёмно-фиолетовые.

## Ареал
Северная Япония (Хоккайдо, северные регионы Хонсю). В России встречается на южных Курильских островах (Чёрные Братья, Уруп, Итуруп, Кунашир, Шикотан).

## Местообитание
Встречается в широколиственных и смешанных лесах, зарослях бамбука и кустарников, реже в пихтарниках. Иногда встречается вблизи морских побережий, на песчаных пляжах в приливно-отливной полосе.

## Биология
Жуки встречается с мая по сентябрь. Одногодичная генерация. Зимуют имаго. Личинки летом. Хищник-полифаг с тенденцией к олигофагии, питается в основном моллюсками.

## Численность
Наибольшая сезонная численность отмечается августе. Численность повсеместно низкая и имеет четкую тенденцию к снижению.

## Замечания по охране
Занесена в Красную книгу России (II категория — сокращающийся в численности вид)
Охраняется в Курильском заповеднике (о. Кунашир).